# Euonymus lutchuensis
Euonymus lutchuensis là một loài thực vật có hoa trong họ Dây gối. Loài này được Ito mô tả khoa học đầu tiên năm 1900.